# Erik Leue

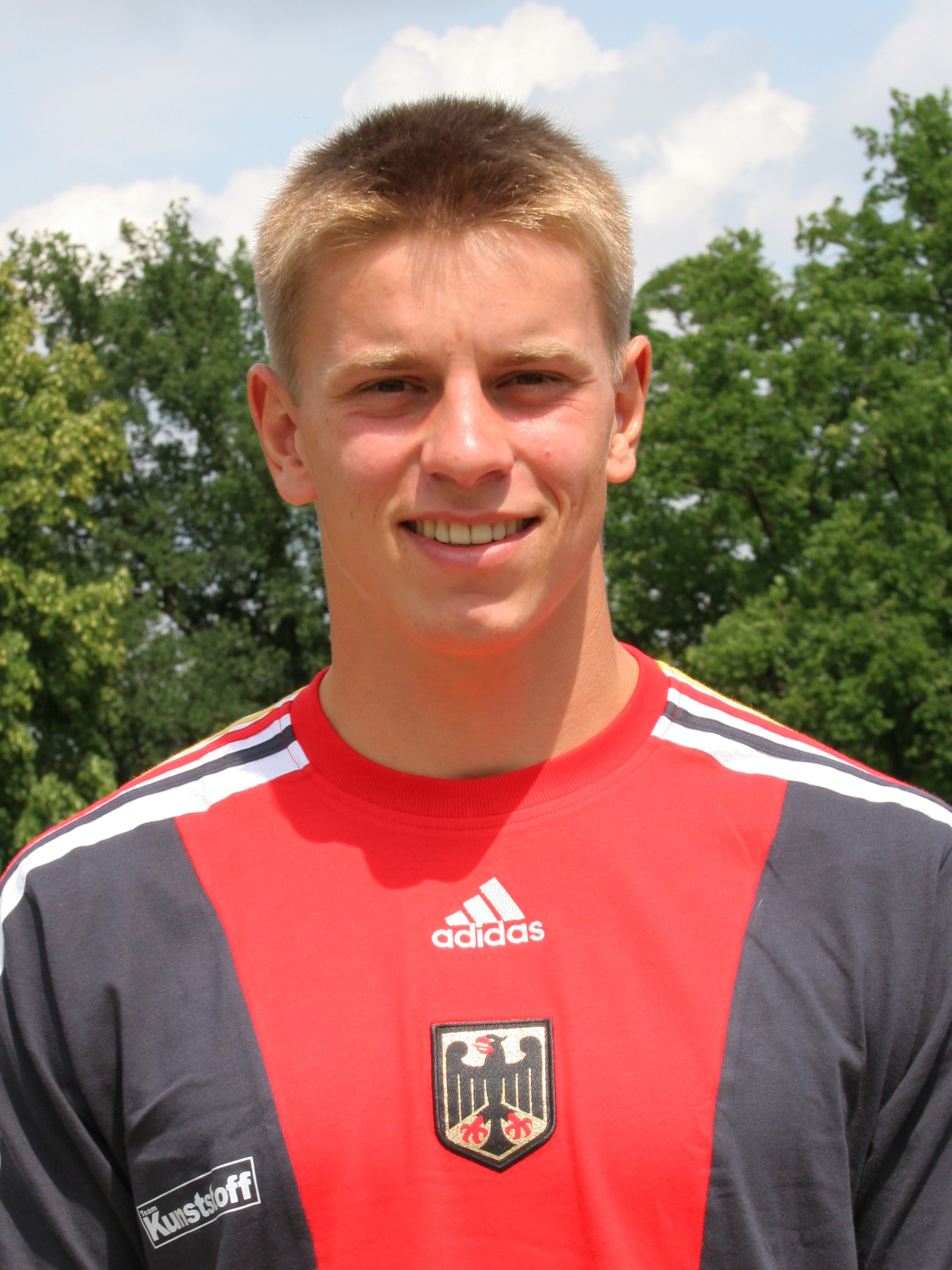
Erik Leue

Erik Leue (* 9. August 1985 in Magdeburg) war ein erfolgreicher Leistungssportler.
Als Magdeburger Kind blieb er dem SC Magdeburg stets treu.
Im Jahr 2007 qualifizierte er sich erstmals für die deutsche Kanurennsport-Nationalmannschaft, bei den Weltmeisterschaften 2007 in Duisburg gewann Leue die Silbermedaille über die 1000-m-Distanz im Vierer-Canadier. 2008 startete er bei den U23-Europameisterschaften und wurde Vierter über 500 m und gewann den Finallauf über 1000 m in den Einer-Canadier-Wettbewerben.
Ende 2008 wurde Leue in die Sportfördergruppe der Bundespolizei in aufgenommen und trainierte dort unter anderem mit Olympiasieger Tomasz Wylenzek. Beide gewannen im Zweier-Canadier über 1000 m bei den Europameisterschaften 2009 in Brandenburg an der Havel die Silbermedaille. Bei den Kanurennsport-Weltmeisterschaften 2009 in Dartmouth (Kanada) wurden sie Weltmeister in dieser Disziplin.
Bei den Weltmeisterschaften 2013 in Duisburg gewann Leue mit Kurt Kuschela, Peter Kretschmer und Erik Rebstock die Goldmedaille im Vierer-Canadier über 1000 m. Am darauffolgenden Tag gewann er im Einer über 500 m Bronze.
Seine leistungssportliche Karriere beendete er im Jahr 2016.